# Ciro (nombre)
Ciro es un nombre propio masculino de origen persa en su variante en español. 
Ciro es la forma latinizada e hispanizada del griego Κύρος (Kýros), que a su vez deriva del persa antiguo Kūruš. En persa moderno se llama کوروش (Kurosh).
Sobre su etimología, los autores clásicos Ctesias y Plutarco lo relacionaban con la palabra ‘sol’, aunque los autores modernos por lo general prefieren ‘joven’ o ‘el que humilla a su enemigo en una disputa verbal’.

## Santoral
31 de enero: San Ciro, mártir en Roma (siglo IV).

## Variantes

### Variaciones en género
| Variaciones en género | Variaciones en género |
| --------------------- | --------------------- |
| Masculino             | Femenino              |
| Ciro                  | Cira                  |
| Siro                  | Sira                  |
| Ziro                  | Zira                  |

### Variantes en otros idiomas
| Variantes en otras lenguas | Variantes en otras lenguas |
| -------------------------- | -------------------------- |
| Español                    | Ciro                       |
| Alemán                     | Kyros                      |
| Aragonés                   | Ciro                       |
| Asturiano                  | Cirulo                     |
| Azerí                      | Kir                        |
| Búlgaro                    | Кир (Kir)                  |
| Catalán                    | Cir                        |
| Checo                      | Cyrus                      |
| Croata                     | Kir                        |
| Esperanto                  | Kiro                       |
| Euskera                    | Kuir                       |
| Francés                    | Cyrus, Cyr                 |
| Gallego                    | Ciro                       |
| Georgiano                  | კირუშ (Kirush)             |
| Griego                     | Κύρος (Kýros)              |
| Húngaro                    | Círus                      |
| Inglés                     | Cyrus                      |
| Italiano                   | Ciro                       |
| Latín                      | Cyrus                      |
| Lituano                    | Kyras                      |
| Neerlandés                 | Cyrus                      |
| Persa                      | کوروش (Kurosh)             |
| Polaco                     | Cyrus                      |
| Portugués                  | Ciro                       |
| Rumano                     | Cyrus                      |
| Ruso                       | Кир (Kir)                  |
| Turco                      | Kiros                      |